# Франц Албрехт фон Йотинген-Йотинген и Йотинген-Шпилберг
Франц Албрехт Йохан Алойз Нотгер фон Йотинген-Йотинген и Йотинген-Шпилберг (на немски: Franz Albrecht Johann Aloys Notger Fürst zu Oettingen-Oettingen u Oettingen-Spielberg; * 21 юни 1847 в Йотинген; † 14 януари 1916 в Мюнхен) е от 1882 г. княз на Йотинген-Йотинген и Йотинген-Шпилберг и племенен господар.
Той е големият син на княз Ото Карл фон Йотинген-Йотинген и Йотинген-Шпилберг (1815 – 1882) и графиня Георгина фон Кьонигсег-Аулендорф (1825 – 1877), дъщеря на граф Франц Ксавер Карл фон Кьонигсег-Аулендорф († 1863) и графиня Мария Йозефа Кароли де Наги-Кароли (1793 – 1848).
Франц Албрехт представя баща си от 1871 г. в камерата на племенните господари във Вюртемберг. Той умира на 68 години на 14 януари 1916 г. в Мюнхен. Наследен е 1916 г. като княз от по-малкия му брат Емил Франц Нотгер (1850 – 1919).

## Фамилия
Франц Албрехт фон Йотинген-Йотинген и Йотинген-Шпилберг се жени на 24 април 1878 г. във Виена за принцеса София Мария Антоанета Леонтина Мелания Юлия фон Метерних-Винебург и Байлщайн (* 17 май 1857, Дрезден; † 11 януари 1941, Виена), дъщеря на 3. княз Рихард Клеменс Йозеф Лотар Херман фон Метерних-Винебург (1829 – 1895) и унгарската графиня Паулина Клементина Мария Валбурга Сандор де Сцлавникца (1836 – 1921). Те имат три деца:
- Франц Албрехт Ото Рихард Нотгер (* 2 септември 1879, Йотинген; † 9 май 1895, Мюнхен), наследствен принц
- Мориц Йозеф Рихард Нотгер (* 5 май 1885, Йотинген; † 4 октомври 1911, Мюнхен), наследствен принц
- Елизабет Паулина Георгина Мария Нотгера (* 31 октомври 1886, Йотинген; † 2 октомври 1976, Йотинген), омъжена на 19 ноември 1910 г. в Мюнхен за Виктор III Август Мария фон Хоенлое-Шилинсфюрст, херцог на Ратибор, 3. княз на Корвей (* 2 февруари 1879, Рауден; † 11 ноември 1945, Корвей), внук на Виктор I херцог фон Ратибор (1818 – 1893); имат шест деца